# Gabriella Samuelsson
Gabriella Maria Linnea Samuelsson, född 24 januari 1987 i Visby, är en svensk löpare som deltog i Europamästerskapen i friidrott 2010. Gabriella Samuelsson är född och uppvuxen på Gotland och tävlade fram till juli 2010 för FGF Gotland. Sedan augusti 2010 representerar hon Hässelby SK. Gabriella började med löpning som 18-åring. Hon vann junior-SM på 5 000 meter 2009, var fyra i NM i terränglöpning och 31:a i juniorklassen i EM i terränglöpning i Dublin.

## Personliga rekord
| Utomhus - 3 000 meter – 10:03,42 (Huddinge, Sverige 27 augusti 2009) - 5 000 meter – 16:26,66 (Sollentuna, Sverige 1 juli 2010) - 10 000 meter – 36:39,18 (Malmö, Sverige 1 augusti 2009) - 10 km landsväg – 35:05 (Hässelby, Sverige 10 november 2009) - Halvmaraton – 1:18:13 (Stockholm, Sverige 12 september 2009) - Maraton – 2:46:33 (Stockholm, Sverige 5 juni 2010) - 3 000 meter hinder – 11:27,08 (Gävle, Sverige 18 juli 2014) | Inomhus - 1 500 meter – 4:38,72 (Stockholm, Sverige 10 februari 2010) - 3 000 meter – 9:44,88 (Sätra, Sverige 27 februari 2010) |

### Fotnoter
1. ↑  ”Karensövergångar 2010”. friidrott.se. 23 september 2010. Arkiverad från originalet den 24 juli 2021. https://web.archive.org/web/20210724181550/https://arkiv.friidrott.se/forbundsinfo/overgangar/karens10.aspx. Läst 6 december 2016.
2. ↑  ”SM i marathon 2010”. marathon.se. http://results.marathon.se/2010/. Läst 29 juli 2013.
3. ↑  ”Terräng-SM 2013”. idrottonline.se. Arkiverad från originalet den 26 november 2015. https://web.archive.org/web/20151126043823/http://www5.idrottonline.se/FaluIK-Friidrott/TerrangSM2013/. Läst 10 november 2015.
4. ↑  ”Resultat från Racetimer - Resultat från Terräng-SM 2019”. marathon.se. https://www.marathon.se/racetimer?v=/sv/race/show/4740%3Flayout%3Dmarathon. Läst 16 oktober 2019.
5. ↑  Hedman, Jonas (13 oktober 2019). ”Terräng-SM: Andra titeln för Samrawit”. friidrott.se. Arkiverad från originalet den 5 november 2019. https://web.archive.org/web/20191105133612/http://www.friidrott.se/nyheter.aspx?id=23987. Läst 16 oktober 2019.
6. 1 2 3 4 5 6 7 8 9 10  ”Personsida hos IAAF” (på engelska). iaaf.org. https://www.iaaf.org/athletes/sweden/gabriella-samuelsson-346073. Läst 17 oktober 2019.
7. ↑  Sveriges befolkning 2000, Version 1.03, Sveriges Släktforskarförbund: Samuelsson, Gabriella Maria Linnea
8. ↑  Gustavsson, Sven (26 juli 2010). ”Svenska EM-truppen och deras chanser”. dn.se. http://www.dn.se/sport/svenska-em-truppen-och-deras-chanser. Läst 6 december 2016.
9. 1 2 3 4 5  ”Personsida på European Athletics' webbplats” (på engelska). european-athletics.org. http://www.european-athletics.org/athletes/group=s/athlete=128143-samuelsson-gabriella/index.html. Läst 17 oktober 2019.